# Jordan Knackstedt
Jordan Knackstedt (* 28. September 1988 in Saskatoon, Saskatchewan) ist ein deutsch-kanadischer Eishockeyspieler, der seit Juli 2024 bei den Hannover Scorpions aus der drittklassigen Eishockey-Oberliga unter Vertrag steht und dort auf der Position des rechten Flügelstürmers spielt. Zuvor verbrachte Knackstedt unter anderem insgesamt sieben Spielzeiten in der DEL2 und absolvierte darüber hinaus 230 Partien in der American Hockey League (AHL).

## Karriere

### Junioren und AHL
Knackstedt begann seine Karriere in der Saison 2004/05 bei den Red Deer Rebels in der Western Hockey League. Drei Jahre später wurde er an die Moose Jaw Warriors abgegeben. Im NHL Entry Draft 2007 wurde er in der siebten Runde an insgesamt 189. Stelle von den Boston Bruins ausgewählt. Im selben Jahr nahm er auch am Development Camp der Bruins teil, bei welchem er einen positiven Eindruck hinterließ. In seiner letzten Juniorensaison bei den Warriors erzielte Knackstedt 85 Punkten, war damit team-interner Topscorer und auf Platz sieben in der WHL-Scorerliste. Am Ende der WHL-Saison wurde er von den Bruins zu den Providence Bruins in die American Hockey League (AHL) geschickt, um dort die Saison 2007/08 zu beenden. Daraufhin erhielt er bei den Bruins einen Entry Level Contract, wobei neben seinen spielerischen Fähigkeiten auch seine physische Stärke besonders erwähnt wurden.

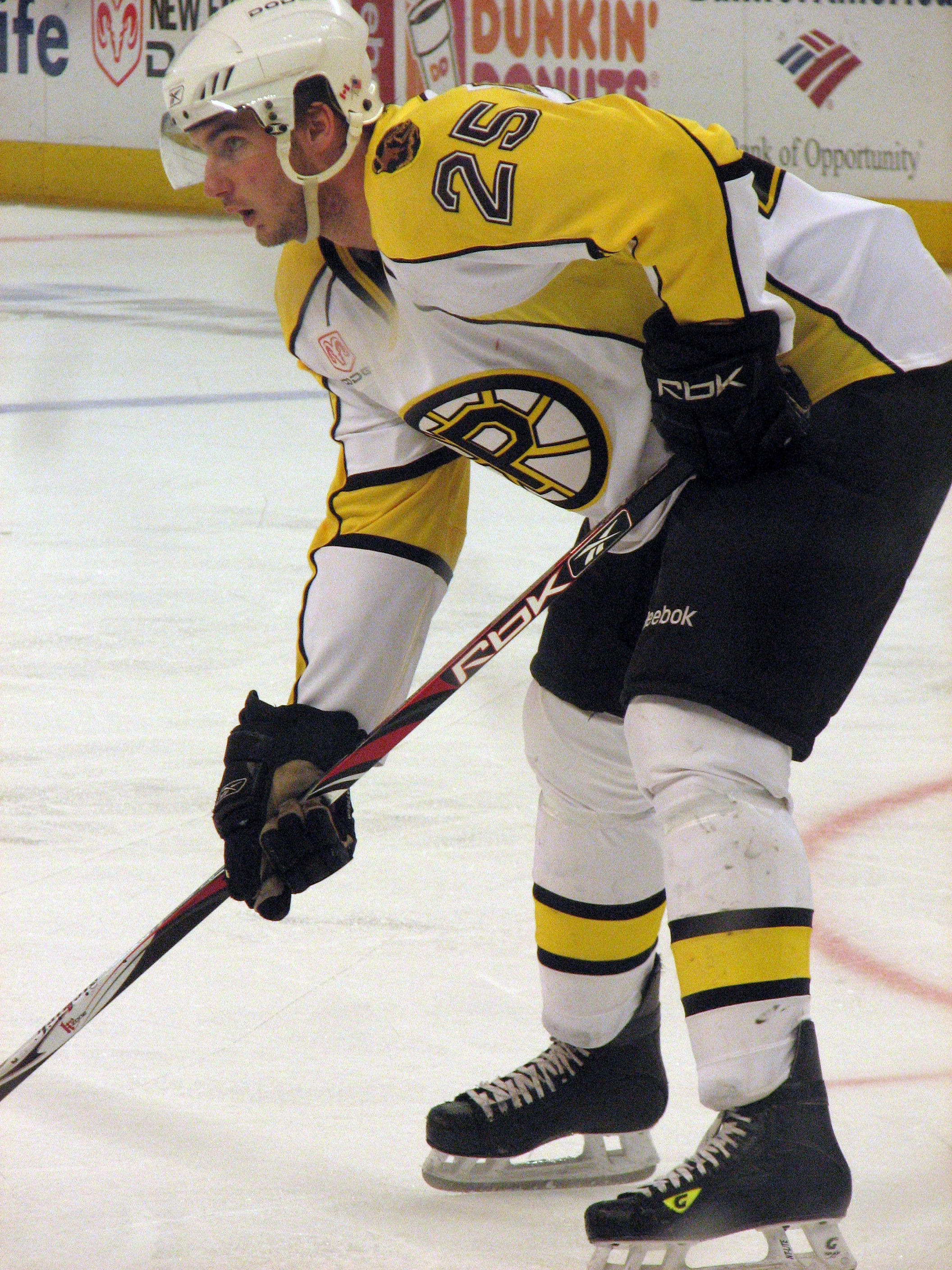
Jordan Knackstedt im Trikot der Providence Bruins (2008)

In den folgenden drei Spielzeiten gehörte er zum Kader der Providence Bruins, dem AHL-Farmteam der Bosten Bruins, ehe er am 9. Dezember 2010 zusammen mit Jeff LoVecchio im Tausch gegen Sean Zimmerman und einen Draft-Pick an die Florida Panthers abgegeben wurde.

### Erfolge in Italien, Dänemark und der ECHL
Nach drei Jahren in der AHL wechselte Knackstedt erstmals nach Europa und stand in der Saison 2011/12 beim HC Bozen in der italienischen Eishockeyliga Serie A unter Vertrag. Mit dem italienischen Topverein konnte er direkt die italienische Meisterschaft gewinnen, wozu er insgesamt 74 Punkte beisteuerte, damit bester Scorer seines Teams war und mit 12 Toren der erfolgreichste Torschütze der gesamten Liga in den Playoffs wurde. Anschließend spielte er kurzzeitig beim Tingsryds AIF in der zweitklassigen schwedischen HockeyAllsvenskan, kehrte aber noch im Herbst 2012 nach Italien zurück und wurde von Milano Rossoblu verpflichtet.
Im September 2013 unterzeichnete Knackstedt einen Vertrag bei den Bakersfield Condors aus der ECHL für die Saison 2013/14. Mit dem Verein aus Kalifornien erreichte er das Playoff-Halbfinale, was die bisher beste ECHL-Saisonleistung von Bakersfield war und Knackstedt schaffte es dabei, sowohl in Hauptrunde als auch in den Playoffs der punktbeste Spieler seiner Mannschaft zu werden. Nach der erfolgreichen Saison bei den Condors entschied sich Knackstedt im August 2014 für eine Rückkehr nach Europa und unterzeichnete einen Einjahresvertrag bei Rubin Tjumen aus der Wysschaja Hockey-Liga. Im Laufe der Spielzeit wechselte er zunächst zum HK Saryarka Karaganda, bevor er die Saison in Deutschland beim ESV Kaufbeuren in der DEL2 beendete. Bei den Jokern konnte er noch 12 Punkte (6 Tore) zum Klassenerhalt in der Relegation beisteuern.
Zu Beginn der Saison 2015/16 war er zunächst vereinslos, ehe er Anfang November 2015 von den Greenville Swamp Rabbits aus der ECHL verpflichtet wurde. Für die Rabbits absolvierte er 45 Spiele und wechselte noch während der Saison zu den Quad City Mallards.
In der folgenden Spielzeit 2016/17 stand er in der dänischen Metal Ligaen unter Vertrag – zunächst bei den Herlev Eagles und ab Februar 2017 bei Esbjerg Energy. Dabei war er punktbester Spieler bei Herlev und hinter Brock Nixon punktbester Spieler in den Playoffs, in welchen er mit Esbjerg die dänische Meisterschaft gewinnen konnte.

### Wechsel nach Deutschland
Nach diesem Erfolg wurde er im Juli 2017 von den Eispiraten Crimmitschau für die Saison 2017/18 verpflichtet, erhielt noch vor Saisonbeginn die deutsche Staatsbürgerschaft und bildete mit Robbie Czarnik und Ivan Čiernik eine der erfolgreichsten Angriffsreihen der Liga, wobei er mit insgesamt 78 Scorerpunkten zum erfolgreichsten Pirat avancierte.  Daher wurde er auch für andere Klubs der DEL2 interessant und entschied sich im Mai 2018 für das Angebot der Dresdner Eislöwen. Auch für seinen neuen Verein spielte er eine erfolgreiche Hauptrunde und belegte – genau wie in der Vorsaison – den vierten Platz in der Liga-Scorerrangliste. In den anschließenden Playoffs erreichte er mit den Eislöwen das Halbfinale und steuerte zu diesem Erfolg 6 Tore und 21 Assists bei. Aufgrund der gezeigten Leistungen wurde er als DEL2-Spieler des Monats März ausgezeichnet.
Bei den Eislöwen entwickelte er sich in den folgenden Jahren zum Führungsspieler, war oft Topscorer der Eislöwen, verlängerte seinen Vertrag mehrfach und war in der Saison 2020/21 Kapitän der Eislöwen. Zudem wurde er am Ende der Saison 2021/22 als Spieler des Jahres von der DEL2 ausgezeichnet. Im Frühjahr 2023 erhielt er keinen neuen Vertrag mehr bei den Eislöwen und wechselte innerhalb der DEL2 für eine Spielzeit zu den Selber Wölfen. Zur Saison 2024/25 schloss sich der Offensivspieler den Hannover Scorpions aus der drittklassigen Oberliga an.

## Erfolge und Auszeichnungen
- 2012 Italienischer Meister mit dem HC Bozen
- 2017 Dänischer Meister mit Esbjerg Energy
- 2022 DEL2-Spieler des Jahres[20]
- 2022 DEL2-Stürmer des Jahres

### International
- 2005 Goldmedaille bei der World U-17 Hockey Challenge

## Karrierestatistik

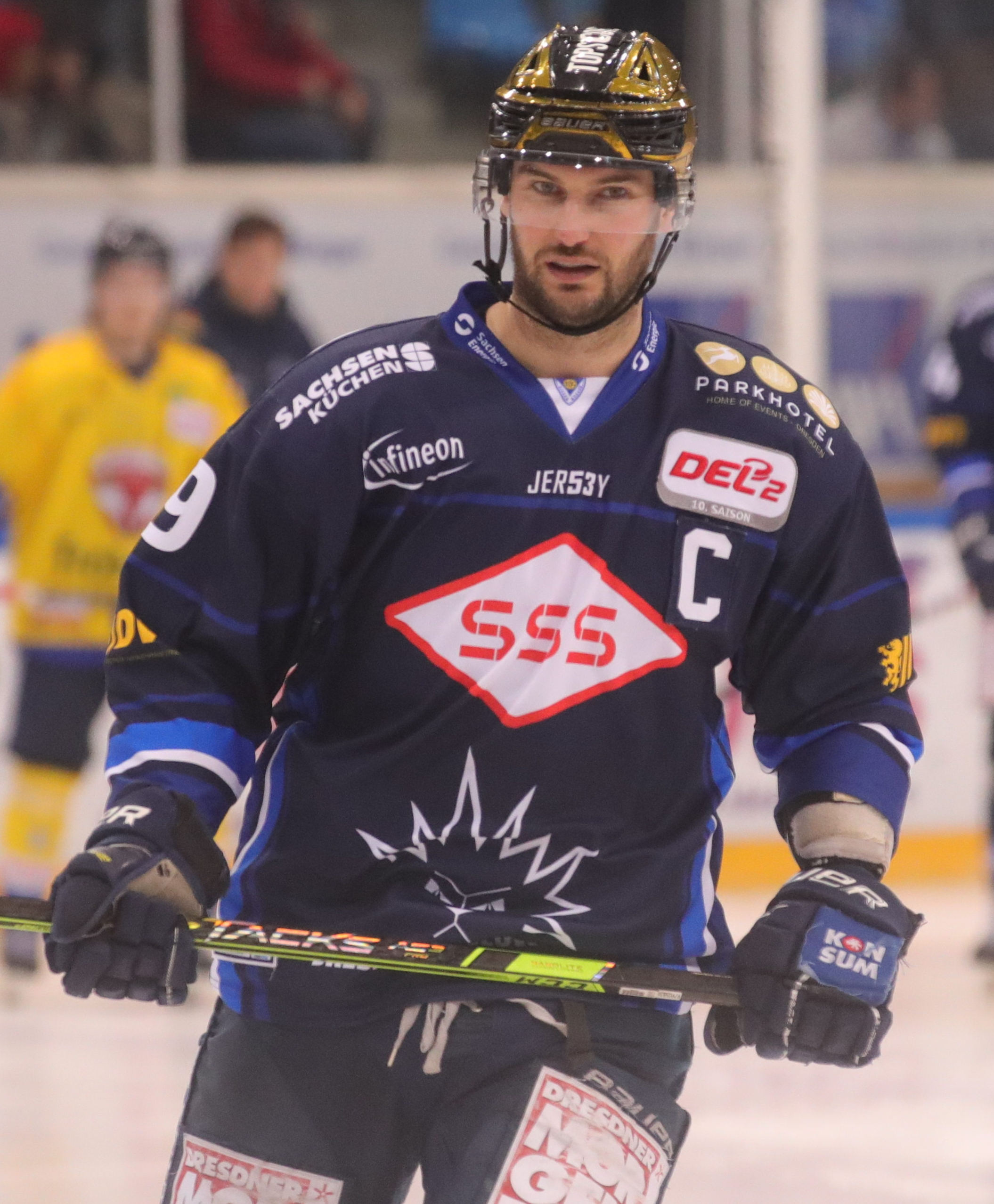
Knackstedt war zwischen 2020 und 2023 Kapitän der Dresdner Eislöwen (2023)

Stand: Ende der Saison 2023/24

### International
Vertrat Kanada bei:
- World U-17 Hockey Challenge 2005

(Legende zur Spielerstatistik: Sp oder GP = absolvierte Spiele; T oder G = erzielte Tore; V oder A = erzielte Assists; Pkt oder Pts = erzielte Scorerpunkte; SM oder PIM = erhaltene Strafminuten; +/− = Plus/Minus-Bilanz; PP = erzielte Überzahltore; SH = erzielte Unterzahltore; GW = erzielte Siegtore; 1 Play-downs/Relegation; Kursiv: Statistik nicht vollständig)